# 中華民國檢察機關分案類別
中华民国法務部检察机关在办案时，有他字案、偵字案和查字案等分案类别。这是检方分案的惯例，并无中华民国法律明文规定。
当检方认定有犯罪嫌疑，但犯罪事实与犯罪行为人之一不明确、或二者均不明确时，列为他字案。如果犯罪事实与犯罪行为人都明确，列为偵字案。如果只是在蒐集資訊、調閱文件及過濾情資的阶段，则列为查字案，查有具體事證後再改分他字案或偵字案。